# Six Weeks
Six Weeks is een Amerikaanse dramafilm uit 1982 onder regie van Tony Bill. De film is gebaseerd op het gelijknamige boek van Fred Mustard Stewart.

## Verhaal
Charlotte Dreyfus is een steenrijke cosmetische tycoon wier 12-jarige dochter Nicole, lijdt aan leukemie en nog maar zes weken te leven heeft. Ondanks haar jonge leeftijd is het al de vierde keer dat de leukemie is teruggekeerd bij Nicole, waardoor alle hoop al is opgegeven. Moeder en dochter sluiten een vriendschap met een Californische politicus, Patrick Dalton. Nicole heeft besloten alle verdere behandelingen voor de ziekte te staken vanwege de bijwerkingen van de behandelingen.
Een van Nicoles wensen is om New York te bezoeken. Omdat het meisje nog maar zes weken te leven heeft, vliegt het trio naar New York, waar de dochter schaatst op de ijsbaan in Rockefeller Center en de hoofdrol op zich neemt van Marie in The Nutcracker in gezelschap van het New York City Ballet in Lincoln Center. Tijdens haar rit met de metro die terugkeert van haar triomfantelijke optreden in het Tsjaikovski-ballet, stort ze plotseling in en sterft in de armen van haar moeder.
Charlotte stapt alleen op het vliegtuig naar Parijs. Patrick schrijft haar en smeekt haar om contact te houden, maar hij krijgt geen antwoord.

## Rolverdeling
| Acteur           | Personage         |
| ---------------- | ----------------- |
| Dudley Moore     | Patrick Dalton    |
| Mary Tyler Moore | Charlotte Dreyfus |
| Katherine Healy  | Nicole Dreyfus    |
| Shannon Wilcox   | Peg Dalton        |

## Productie
Aanvankelijk werd de film in 1977 ontwikkeld door United Artists, met Arthur Hiller als regisseur en Tatum O'Neal in de rol van Peg Dalton. Audrey Hepburn en Paul Newman werden benaderd voor de rollen van Charlotte en Patrick, maar beiden sloegen het aanbod af. Op een gegeven moment waren Candice Bergen en Nick Nolte verbonden aan het project.
Ook Faye Dunaway en Jacqueline Bisset sloegen de vrouwelijke hoofdrol af.

## Ontvangst
De film werd in de Verenigde Staten geen commercieel succes en werd in Nederland in tien filmzalen vertoond. Ook in Nederland flopte de film en werd hij na zes weken uit de roulatie gehaald. In zowel de Verenigde Staten als Nederland kreeg de film slechte kritieken, al was de pers unaniem eens dat nieuwkomer Katherine Healy's acteerspel van kwalitatief hoog niveau was.
Recensent van Het Parool schreef dat de film "iets mist": "De boosdoener is het onmogelijke verhaal. [..] De moeilijkheid van de film is dat melodrama en humor door elkaar geweven worden, terwijl zij elkaar eigenlijk van nature bijten. [..] Komische acteurs hebben, als tegenwicht tegen de hen aangewreven lichtzinnigheid, soms de neiging om ook te willen bewijzen dat ze ook ernstig kunnen zijn. Maar dan wordt het juist oppassen geblazen."
Criticus van het NRC Handelsblad schreef dat de regisseur met deze film "helemaal niets substantieels [heeft] te vertellen": "Niet alleen het gebrek aan inhoud draait Six Weeks de nek om, Tony Bill is al evenmin een begenadigd vormgever of regisseur van acteurs. Zelfs Dudley Moore, die bijvoorbeeld met zijn rol in 10 zijn vooral komische talent bewees, slaagt er niet in de onmogelijke mise-en-scène, de al te drakerige situaties of de mallotig-dramatische dialogen te overwinen."
Ook recensent van Het Vrije Volk schreef kritisch over de film, maar had bewondering voor het spel van Katherine Healy: "Zonder haar medewerking zou Six Weeks een regelrechte draak zijn geworden. Recensent van De Waarheid schreef dat Six Weeks "bulkt van de oubollige clichés" en dat het verhaal is uitgewerkt "als in deel 53 van de Bouqettereeks".

## Prijzen en nominaties
| Jaar | Prijs                   | Categorie             | Genomineerde(n)  | Uitslag     |
| ---- | ----------------------- | --------------------- | ---------------- | ----------- |
| 1983 | Golden Globes           | Beste Muziek          | Dudley Moore     | Genomineerd |
| 1983 | Golden Globes           | Beste Nieuwe Filmster | Katherine Healy  | Genomineerd |
| 1983 | Young Artist Awards     | Beste Filmactrice     | Katherine Healy  | Genomineerd |
| 1983 | Golden Raspberry Awards | Slechtste Actrice     | Mary Tyler Moore | Genomineerd |